# Koji Nakata
Koji Nakata (Shiga, 9. srpnja 1979.) je japanski nogometaš.

## Klupska karijera
Igrao je za Kashima Antlers, Olympique Marseille i Basel.

## Reprezentativna karijera
Za japansku reprezentaciju igrao je od 2000. do 2007. godine, odigravši 57 utakmica i pritom postigavši 2 pogodaka.
S japanskom reprezentacijom je igrao na dva svjetska prvenstva (2002. i 2006.), a 2004. je s Japanom osvojio Azijsko nogometno prvenstvo.

## Statistika
| Japan  | Japan | Japan |
| Godina | Nas.  | Gol.  |
| ------ | ----- | ----- |
| 2000.  | 7     | 0     |
| 2001.  | 13    | 0     |
| 2002.  | 13    | 0     |
| 2003.  | 7     | 0     |
| 2004.  | 6     | 2     |
| 2005.  | 8     | 0     |
| 2006.  | 2     | 0     |
| 2007.  | 1     | 0     |
| Ukupno | 57    | 2     |

## Vanjske poveznice
- National Football Teams
- Japan National Football Team Database